# XrossMediaBar
XrossMediaBar (čita se kao cross-media bar; skraćeno XMB) grafičko je sučelje koje koriste PlayStation Portable, PlayStation 3, neki Sony BRAVIA televizori, i drugi uređaji tvrtke Sony. Ikone su poredane vodoravno, a navigacijom kroz sučelje pomiču se ikone umjesto pokazivača. Nakon odabira vodoravne ikone (koje služe kao kategorije opcija dostupnih korisniku), pojavljuje se više opcija u obliku okomitih ikona.
XrossMediaBar prvi puta se pojavio na PSX-u, Sonyjevoj igračoj konzoli s ugrađenim digitalnim snimačem videa. Pojavom PlayStation Vite počela je zamjena XMB-a novim grafičkim sučeljem prilagođenim ekranima osjetljivim na dodir nazvanim LiveArea. PlayStation 4 također mijenja XMB novim grafičkim sučeljem. Sony Bravia pametni televizori koristili su XMB do 2014. godine kada ga mijenjaju s novim neimenovanim grafičkim sučeljem i Android TV-om.

## Upravljanje XMB-om
Stavke odabiremo pritiskom na tipku , a vraćamo se pritiskom na . Ako stavka ima izbornik s dodatnim opcijama, možemo ga otvoriti pritiskom na tipku . Po izbornicima se možemo kretati kursorskim tipkama (D-Padom) .

## PlayStation Portable
XMB na PSP-u isti je kao i na ostalim uređajima - također se sastoji od vodoravno i okomito poredanih ikona.
Vodoravne ikone XMB-a na PSP-u (s lijeva na desno) su: Postavke (Settings), Dodatci (Extras), Slike (Photo), Glazba (Music), Video, Igra (Game), Mreža (Network) i PlayStation Network.
XMB može vršiti i ograničeni multitasking. Možemo npr. slušati glazbu i gledati slike (potrebna minimalna verzija firmwarea 3.70) ili gledati video (ili web-stranice) kad se krećemo izbornicima unutar XMB-a.
Boja XMB-a mijenja se ovisno o mjesecu (vidi tablicu). Boju možemo i sami mijenjati, a možemo i odabrati sliku kao pozadinu. Korisnici s instaliranom minimalnom verzijom firmwarea 3.70 mogu preuzeti i primijeniti različite teme. Ako je instaliran firmware 4.20 ili noviji, pozadinski efekt valovite linije (wavy lines) može se promijeniti u valove (waves). S firmwareom 5.0 došao je i PlayStation Store na PSP.

### Izmjena boja ovisno o mjesecu
| Mjesec | Siječanj | Veljača | Ožujak | Travanj | Svibanj | Lipanj | Srpanj | Kolovoz | Rujan | Listopad | Studeni | Prosinac |
| Boja   |          |         |        |         |         |        |        |         |       |          |         |          |

## LiveArea
Dolasko  PS Vite s ekranom osjetljivim na dodir, XMB je zamijenjen novim grafičkim sučeljem prilagođenim ekranima osjetljivim na dodir nazvanim LiveArea.